# Siphopteron
Genre
Siphopteron est un genre de mollusques gastéropodes marins (limaces de mer) de la famille des Gastropteridae.

## Liste des espèces
Selon World Register of Marine Species (9 décembre 2018) :
- Siphopteron alboaurantium (Gosliner, 1984)
- Siphopteron brunneomarginatum (Carlson & Hoff, 1974)
- Siphopteron citrinum (Carlson & Hoff, 1974)
- Siphopteron dumbo Ong & Gosliner, 2017
- Siphopteron flavobrunneum (Gosliner, 1984)
- Siphopteron flavolineatum Ong & Gosliner, 2017
- Siphopteron flavum (Tokioka & Baba, 1964)
- Siphopteron fuscum (Baba & Tokioka, 1965)
- Siphopteron ladrones (Carlson & Hoff, 1974)
- Siphopteron leah Klussmann-Kolb & Klussmann, 2003
- Siphopteron makisig Ong & Gosliner, 2017
- Siphopteron michaeli (Gosliner & Williams, 1988)
- Siphopteron nakakatuwa Ong & Gosliner, 2017
- Siphopteron nigromarginatum Gosliner, 1989
- Siphopteron quadrispinosum Gosliner, 1989
- Siphopteron tigrinum Gosliner, 1989 - espèce type
- Siphopteron vermiculum Ong & Gosliner, 2017

## Galerie

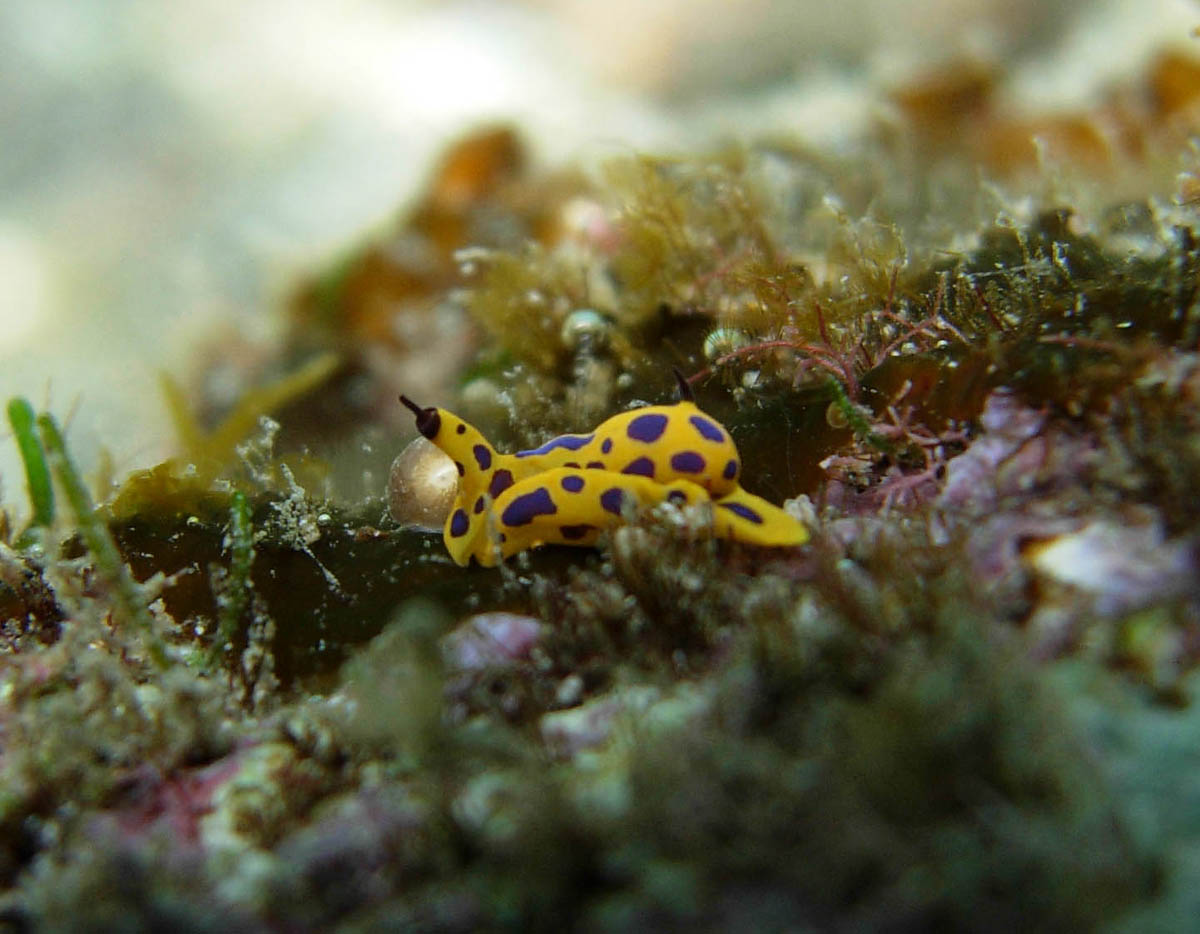
Siphopteron michaeli
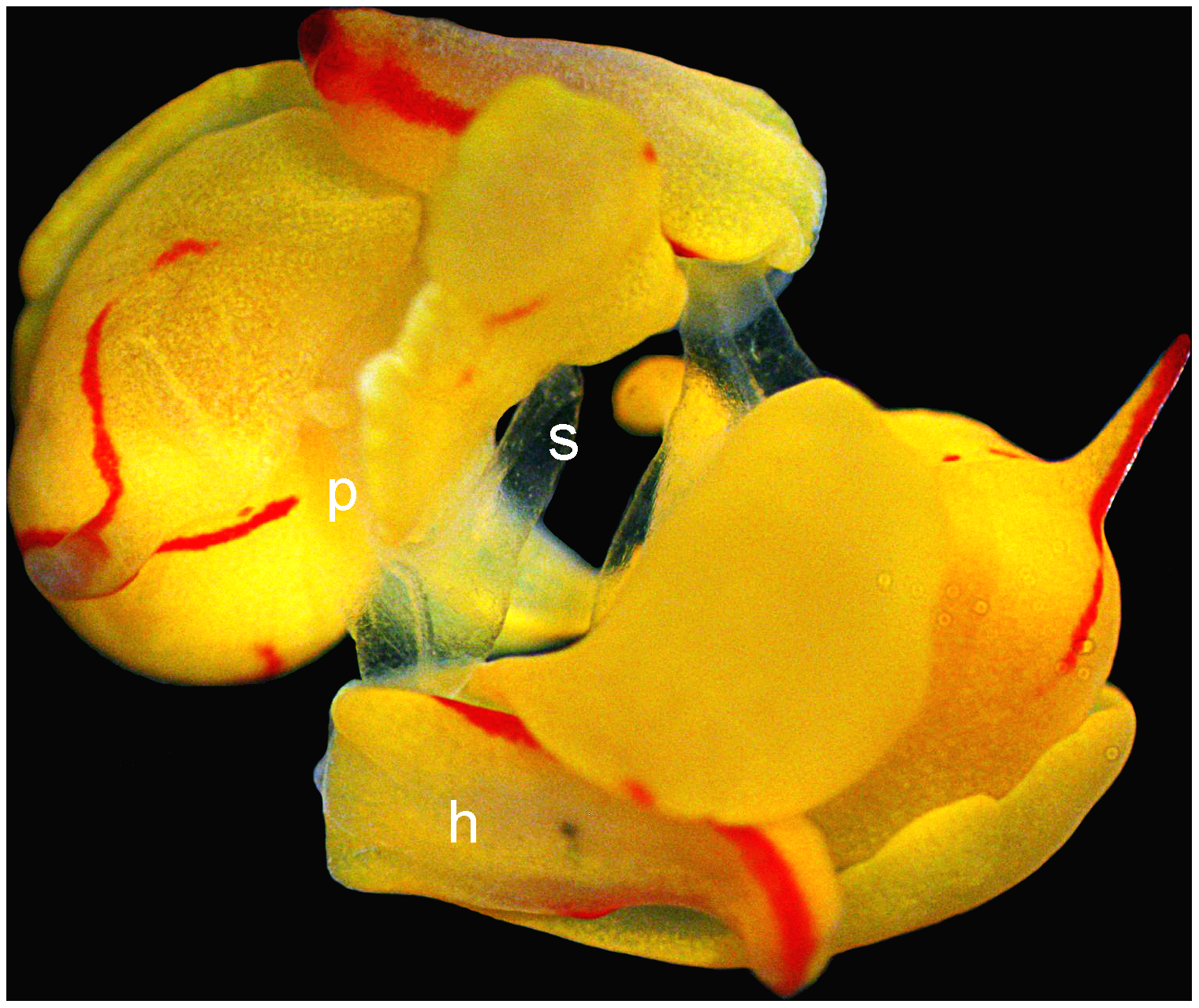
Couple de Siphopteron quadrispinosum

### Publication originale
- Gosliner, 1989 : Revision of the Gastropteridae (Opisthobranchia: Cephalaspidea) with descriptions of a new genus and six new species. The Veliger, vol. 32, n. 4, pp. 333-381 (texte intégral) (en).